# 트레인 (옷)

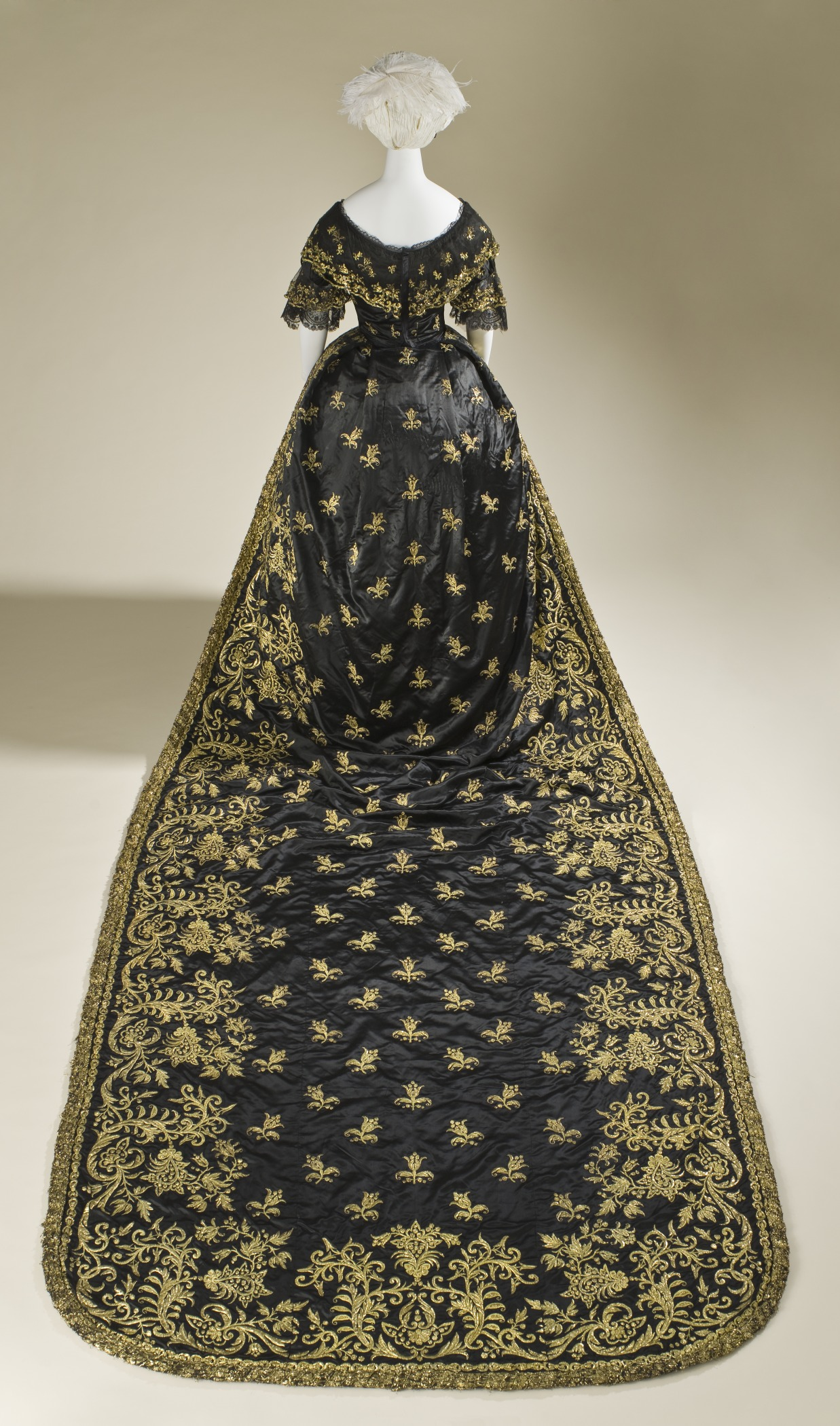
1845년 경, 트레인이 달린 궁중 드레스

트레인(train)은 치마나 드레스의 후면에 꼬리처럼 길게 달린 부분이다. 궁중 여성복, 이브닝 가운, 웨딩 드레스에서 흔히 볼 수 있다.